# Poreč Classic
El Poreč Classic conegut fins al 2024 com a Poreč Trophy, és una competició ciclista d'un sol dia que es disputa als voltants de Poreč al Comtat d'Ístria (Croàcia). En un principi la competició la formaven diferents proves que no estaven relacionades entre elles i no formaven una classificació general. Des del 2004, ja només se'n disputa una, i l'any següent va entrar al calendari de l'UCI Europa Tour.

## Poreč Trophy 1
| Any  | Vencedor            | Segon                  | Tercer                  |
| ---- | ------------------- | ---------------------- | ----------------------- |
| 2000 | Endrio Leoni        | John den Braber        | Crescenzo D'Amore       |
| 2001 | Vladimir Miholjević | Morten Pedersen        | Dean Podgornik          |
| 2002 | Volodímir Bileka    | Luigi Giambelli        | Boštjan Mervar          |
| 2003 | Angelo Ciccone      | Radoslav Rogina        | Michele Maccanti        |
| 2004 | Matej Stare         | Gábor Arany            | Stefan Schumacher       |
| 2005 | Jochen Summer       | Borut Božič            | František Raboň         |
| 2006 | Simon Špilak        | Matej Stare            | Borut Božič             |
| 2007 | Marko Kump          | Grega Bole             | Ivan Fanelli            |
| 2008 | Aldo Ino Ilešič     | Alexander Kristoff     | Marko Kump              |
| 2009 | Ole Haavardsholm    | Serguei Kolésnikov     | Hrvoje Miholjević       |
| 2010 | Matej Gnezda        | Radoslav Rogina        | Matej Stare             |
| 2011 | Blaž Jarc           | Marco Haller           | Jure Zrimšek            |
| 2012 | Matej Mugerli       | Matej Gnezda           | Luka Mezgec             |
| 2013 | Matej Mugerli       | Riccardo Zoidl         | Marco Benfatto          |
| 2014 | Maksim Averin       | Daniel Biedermann      | Matej Mugerli           |
| 2015 | Marko Kump          | Erik Baška             | Maksim Averin           |
| 2016 | Matej Mugerli       | Jan Tratnik            | Daniel Auer             |
| 2017 | Matej Mugerli       | Russell Downing        | Ian Bibby               |
| 2018 | Emīls Liepiņš       | Asbjørn Kragh Andersen | Dušan Rajović           |
| 2019 | Fabian Lienhard     | Patrick Gamper         | Florian Stork           |
| 2020 | Olav Kooij          | Gašper Katrašnik       | Tilen Finkšt            |
| 2021 | Filippo Fiorelli    | Enrique Sanz Unzué     | Tilen Finkšt            |
| 2022 | Dušan Rajović       | Matevž Govekar         | Viktor Potočki          |
| 2023 | Patryk Stosz        | Adam Ťoupalík          | Thibaud Gruel           |
| 2024 | Matthew Brennan     | Lorenzo Conforti       | Rasmus Søjberg Pedersen |
| 2025 | Matteo Milan        | Patryk Stosz           | Paul Wright             |

## Poreč Trophy 2
| Any  | Vencedor          | Segon            | Tercer            |
| ---- | ----------------- | ---------------- | ----------------- |
| 2000 | Endrio Leoni      | Kevin Hulsmans   | Raffaele Bosi     |
| 2001 | Zoran Klemenčič   | Milan Erzen      | Arno Kaspret      |
| 2002 | Iaroslav Popòvitx | Volodímir Bileka | Michal Precechtel |
| 2003 | Boštjan Mervar    | Serguei Lagutin  | Dean Podgornik    |

## Poreč Trophy 3
| Any  | Vencedor             | Segon             | Tercer         |
| ---- | -------------------- | ----------------- | -------------- |
| 2000 | Flavio Zandarin      | Michael Skelde    | Rajko Petek    |
| 2001 | Andrus Aug           | Jan Bratkowski    | Arno Kaspret   |
| 2002 | Boštjan Mervar       | Iaroslav Popòvitx | Oscar Cavagnis |
| 2003 | Alexei Schtschebelin | Miran Kelner      | Kristjan Fajt  |

## Poreč Trophy 4
| Any  | Vencedor        | Segon          | Tercer            |
| ---- | --------------- | -------------- | ----------------- |
| 2000 | Martin Hvastija | Nicki Sørensen | Danny Jonasson    |
| 2001 | Jan Bratkowski  | Branko Filip   | Oleksandr Fedenko |
| 2002 | Andrus Aug      | Allan Davis    | Michal Precechtel |

## Poreč Trophy 5
| Any  | Vencedor          | Segon          | Tercer         |
| ---- | ----------------- | -------------- | -------------- |
| 2000 | Tomáš Konečný     | Danny Jonasson | Igor Kranjek   |
| 2001 | Lubor Tesař       | Martin Derganc | Arno Kaspret   |
| 2002 | Hrvoje Miholjević | Jacob Nielsen  | Boštjan Mervar |

## Poreč Trophy 6
| Any  | Vencedor         | Segon        | Tercer        |
| ---- | ---------------- | ------------ | ------------- |
| 2002 | Fraser MacMaster | Adam Wadecki | Jindrich Vana |